# Bier in Ungarn
Bier in Ungarn hat eine lange Tradition.

## Geschichte
Im 19. Jahrhundert begannen auch ungarische Bauern, Bier für den Eigenbedarf zu brauen. Anfangs hatte es das Bier schwer, sich gegen den ungarischen Wein zu behaupten. Die erste kommerzielle Brauerei Ungarns gründete 1845 Peter Schmidt in Buda, wodurch die Massenproduktion des Bieres in Ungarn begann. Schnell trat Anton Dreher mit seinem österreichischen Bier 1862 in Konkurrenz mit ihm.

## Produktion und Konsum
| Jahr | Pro-Kopf- Verbrauch in Liter |
| ---- | ---------------------------- |
| 2003 | 73,3                         |
| 2004 | 64,8                         |
| 2005 | 67,7                         |
| 2006 | 71,5                         |
| 2007 | 73,4                         |
| 2008 | 71,8                         |
| 2009 | 65,0                         |
| 2010 | 61,0                         |
| 2011 | 65,0                         |

## Brauereien
Heute bestehen in Ungarn vier große Brauereien, welche teilweise zu internationalen Konzernen gehören.

### Dreher
Die Brauerei Dreher (Dreher Sörgyárak) in Budapest ist Teil der Brauereigruppe Asahi Beer. Die Hauptbiere sind Dreher Classic, Arany Ászok und das Kőbányai Világos Pilsener, ein Lagerbier. Aber auch das Dreher Bak, ein Doppelbockbier wird gebraut. Die Kanizsa Brauerei gehört ebenfalls zu Dreher.

### Borsodi
Die 1973 fertiggestellte Brauerei Borsodi Sörgyár kft. ist mehrheitlich in der Hand von Molson Coors Europe. Zusätzlich zu den lokalen Bieren der Marke Borsodi werden unter Lizenz auch Beck’s, Löwenbräu, Miller, Stella Artois und Staropramen gebraut.

### Heineken
HEINEKEN Hungária Sörgyárak Zrt. (früher zu Brau Union) betreibt Brauereien in Sopron (gegr. 1895) und Martfű (gegr. 1985). Biere von Heineken sind Soproni, Talléros (Taler), Arany Hordó (Goldenes Fass), Soproni Kinizsi, Sárkány Sör (Drachenbier). Unter Lizenz werden aber auch Heineken, Amstel, Gösser, Kaiser, Steffl, Zlaty Bažant, Schlossgold und Buckler gebraut.

### Pécsi Sörfőzde
Die Pécser Brauerei (Pécsi Sörfőzde) war von 1993 bis 2017 ein Teil der Ottakringer Brauerei. Seither ist die Brauerei wieder in Besitz ungarischer Gesellschafter. Die Marken sind Pécsi Szalon, Szalon Barna, Tavaszi Sör (Frühlingsbier), Három Király (Drei Könige) sowie unter Lizenz Gold Fassl. Die Marke Pécsi Sör Prémium Lager ist glutenfrei.
Zudem gibt es noch weitere, kleinere Brauereien.

## Kultur
Traditionell stoßen die Ungarn nicht mit den Gläsern beim Prosten aneinander. Der Grund dafür ist, dass die österreichischen Generäle die Hinrichtung der Märtyrer von Arad 1849 mit dem Anstoßen eines Bieres feierten. Daraufhin wurde das Anstoßen der Biere für 150 Jahre verboten. Ältere Menschen empfinden es heute noch als unhöflich, die Gläser anzustoßen. Jüngere Leute kennen diesen Brauch kaum mehr und stoßen mittlerweile wieder an.